# プラハ!
『プラハ!』（原題：Rebelové）は2001年製作のチェコ映画。原題はチェコ語で「反逆者たち」の意。

## 概要
1960年代のチェコスロバキアを舞台に、プラハの春事件が起こる前の自由でのどかだった最後の良き時代を過ごす若者たちの恋と青春をポップミュージカルを絡めて描く。
本編で使用される音楽は既成のポップスで、ペトゥラ・クラークの「恋のダウンタウン」やナンシー・シナトラの「シュガー・タウンは恋の町」、「マイ・ボーイ・ロリポップ」のチェコ語版がミュージカルシーンで歌われている。

## あらすじ
高校卒業を控えたテレサ、ブキナ、ユルチャの女の子仲良し3人組はロストバージンを夢見るも、プラハの春期を謳歌していたごく普通の彼女たち。そんな彼女達の前に兵士であるシモン、ボブ、エマンの3人の若者が現れ、恋に落ちるも彼らは実は脱走兵だった。もうじき時代の波と共に、彼女たちにも長く暗い体制が足音を立てて迫っていた。

## キャスト
- テレサ：ズザナ・ノリソヴァー
- ヤン・レーヴァイ
- ヤロミール・ノセク
- ユルチャ：アンナ・ヴェセラー
- ブキナ：アルジュヴェタ・スタンコヴァー

## スタッフ
- 監督・脚本：フィリプ・レンチ
- 脚本：ズデネク・ゼレンカ
- 撮影：マルタン・セク
- 音楽：ヤン・カルーセク